# Džuvljarke: existencia lesbiana romaní
Džuvljarke: la existencia lesbiana de las mujeres romaníes, en serbio: Џувљарке – лезбијска егзистенција Ромкиња, es un libro de 2014 de la escritora romaní serbia Vera Kurtić en el que se registran los testimonios de lesbianas romaníes sobre su vida cotidiana y los problemas que enfrentan en sus comunidades. Es el primer libro que registra la vida no heteronormativa de mujeres gitanas. El libro ha sido publicado en 2023 en castellano por la Editorial Altramuz, traducido por Javier Sáez del Álamo.

## Contenido
El libro contiene testimonios de quince gitanas lesbianas que hablan sobre su vida cotidiana y los problemas que enfrentan en sus comunidades. Representa un documento cultural-antropológico y el primer estudio de este tipo. El mismo término "džuvljarka" es un término que en el idioma romaní, en el área de habla serbia, significa lesbiana en un sentido despectivo. La mayoría de las participantes utilizó la palabra lesbiana por primera vez en las entrevistas para el libro.
Según la autora, la comunidad lesbiana romaní aún no ha materializado un objetivo común, aun así, con este libro, adquirió una voz articulada propia. A través de ejemplos de la existencia de lesbianas romaníes, Kurtić explica las cargas de género, raza, nacionalidad, clase y minoría sexual y su intersección mutua en discriminación. El libro muestra no sólo la discriminación que tiene lugar dentro de la comunidad romaní, también dentro de la comunidad lesbiana por lesbianas blancas. También explica cómo el clasismo cruza con otras opresiones, y cómo afecta negativamente en las vidas de lesbianas romaníes.
Otras entrevistadas en el libro también fueron miembros de comunidades romaníes no LGBTQ. Sus testimonios demostraron que si bien reconocían a los hombres gay y a las personas trans dentro de la sociedad gitana, las lesbianas no eran visibles de la misma manera.

## Recepción
Uno de los aspectos más importantes del trabajo es cómo proporciona un contexto para las experiencias de las lesbianas romaníes. La socióloga Laura Corradi ha descrito cómo el trabajo tiene implicaciones significativas para las ciencias sociales, ya que muestra una representación matizada de las perspectivas comunitarias, es decir, critica cómo el patriarcado afecta a los hombres feministas y confirma que el feminismo dominante no satisface las necesidades de las mujeres romaníes. La activista Tjaša Kancler describió el trabajo como un "libro crucial", que es explícito en su requisito de que las necesidades de las lesbianas romaníes deben ser parte de un diálogo más amplio sobre los derechos LGBTQ.